# Benjamin Guinness

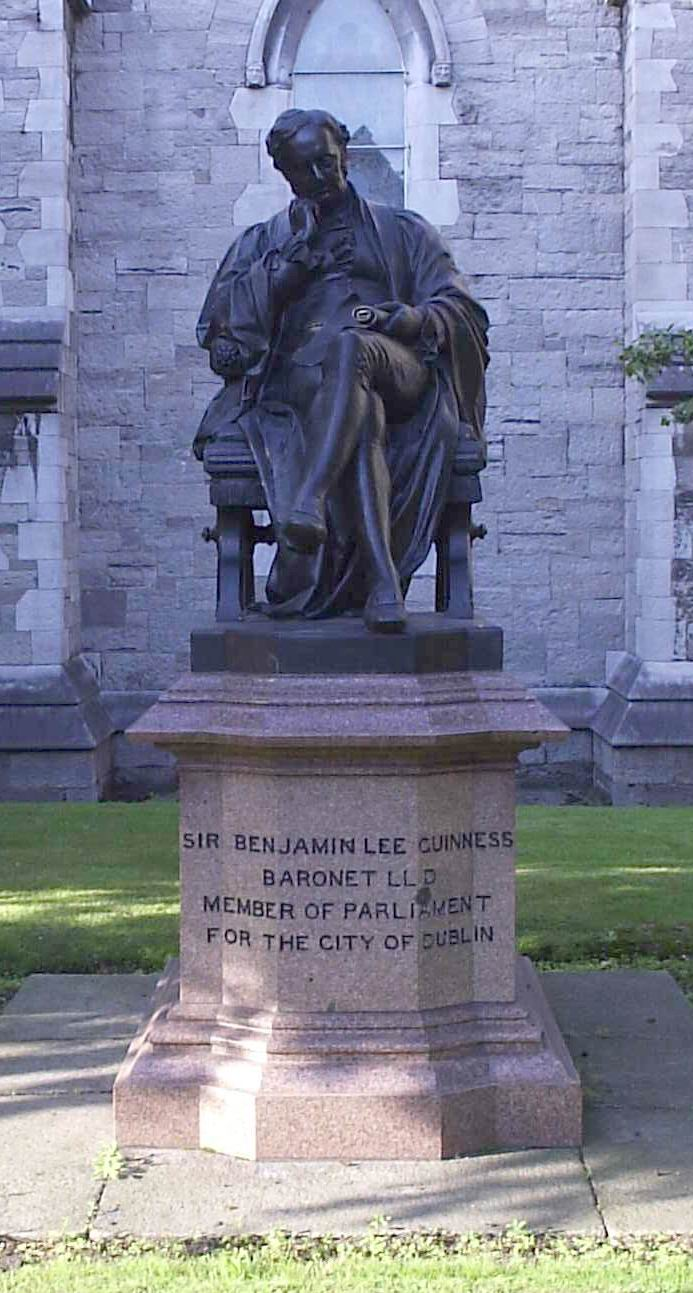
Statue zu Ehren Benjamin Guinness’ nahe der St. Patrick’s Cathedral in Dublin, geschaffen von John Henry Foley.

Sir Benjamin Lee Guinness, 1. Baronet (* 1. November 1798 in Dublin; † 19. Mai 1868 in London) war ein irisch-britischer Bierbrauer und Philanthrop.

## Leben und Wirken
Guinness wurde 1798 in Dublin als Sohn von Arthur Guinness (1768–1855) und Anne Lee geboren und war somit Enkel des Gründers der Guinness-Brauerei, Arthur Guinness. Am 24. Februar 1837 heiratete er Elizabeth Guinness (1813–1865), die Tochter seines Onkels Edward Guinness (1772–1833). Nach dem Tod seines Vaters 1855 übernahm Guinness die Leitung der Brauerei. Durch den Ausbau der Brauerei und Gewinne aus dem von ihm geförderten Exporthandel wurde Guinness zu einem der reichsten Männer Irlands.
Neben seinen geschäftlichen Tätigkeiten war Guinness auch politisch sehr aktiv, so bekleidete er im Jahr 1851 das Amt des Lord Mayor of Dublin und war von 1865 bis zu seinem Tod als Abgeordneter der Conservative Party für Dublin Mitglied des House of Commons.
1855 kaufte er Ashford Castle und ließ es in der Folgezeit zu seinem Familiensitz ausbauen. Seinen Reichtum nutzte er auch, um in den 1860er Jahren die Sanierung der St. Patrick’s Cathedral zu finanzieren. Aufgrund dessen wurde er am 15. April 1867 zum Baronet, of Ashford in the County of Galway and St. Stephen’s Green in the County of Dublin, erhoben.
Er starb in London und wurde im Friedhof Mount Jerome in Dublin beigesetzt. Bei seinem Tod ging die Baronetcy auf seinen ältesten Sohn Arthur, den späteren 1. Baron Ardilaun über, der gemeinsam mit seinem Bruder Edward, dem späteren Earl of Iveagh, auch die Leitung der Brauerei übernahm.

## Nachkommen
Aus seiner Ehe mit Elizabeth Guinness hatte er vier Kinder:
- Anne Lee Guinness (1839–1889) ⚭ 1863 William Plunket, 4. Baron Plunket, Erzbischof von Dublin;
- Arthur Edward Guinness, 1. Baron Ardilaun (1840–1915) ⚭ 1871 Lady Olivia Hedges-White, Tochter des William Hedges-White, 3. Earl of Bantry;
- Benjamin Lee Guinness (1842–1900), ⚭ Lady Henrietta St. Lawrence, Tochter des Thomas St. Lawrence, 3. Earl of Howth;
- Edward Cecil Guinness, 1. Earl of Iveagh (1847–1927) ⚭ 1873 Adelaide Guinness.